# Дільмухаметов Айрат Ахнафович
Дільмухаметов Айрат Ахнафович (башк. Айрат Әхнәф улы Дилмөхәмәтов; 21 червня 1966, м. Уфа, Республіка Башкортостан) — діяч башкирського національного руху, політик і публіцист.

## Походження та родина
Башкир за національністю. Народився в сім'ї радянського партійного функціонера Ахнафа Мударисовича Дільмухаметова (1941 — 2012). 

## Освіта
У 1983-1990 роках навчався в історичному факультеті Башкирського державного університету, пізніше — у магістратурі департаменту менеджменту Близькосхідного технічного університету Анкари. У 1985-1987 роках добровільно відправився служити в лавах Радянської армії, перервавши навчання у ВНЗ. З 1990 року – молодший науковий співробітник кафедри історії СРСР дорадянського періоду Башкирського державного університету, аспірант Інституту історії, мови та літератури Уфимського наукового центру Російської академії наук.

## Суспільно-політична діяльність
На початку 1990-х років брав участь у створенні Спілки башкирської молоді, у діяльності Башкирського національно-культурного центру «Актирма» та Башкирського народного центру «Урал». Активно відстоював ідеї розширення суверенітету Республіки Башкортостан.
Вийшовши із Спілки башкирської молоді, у 2003 році опублікував брошуру «У Раба у рабстві. Портрет першого президента», в якій розповідав про президента Башкортостану Муртазу Рахімова, і став його послідовним опонентом.
У 2003 році був кандидатом на посаду президента Башкортостану. Кілька разів безуспішно балотувався до Державної думи та до Державних Зборів — Курултай Республіки Башкортостан.
У 2003-2005 роках — голова центральної ради МГО "Башкирський народний конгрес", редактор газети "Майдан", співробітник ТОВ "Правові засоби захисту" (Москва). Член "Об'єднаної опозиції Башкортостану".
Після виступу на мітингу протесту проти «монетизації пільг» 26 березня 2005 року Дільмухаметов став обвинуваченим у справі про публічні заклики до екстремістської діяльності, у травні 2006 року суд засудив його до одного року позбавлення волі умовно.
З 2006 року Дільмухаметов був редактором газети "Площа повстання".
У 2008 році він отримав два роки позбавлення волі за публікації у спеціальному додатку «Площадь восстания», випущеному газетою «Провинциальные вести». Цього разу його звинуватили не лише у закликах до екстремізму, а й у закликах до масових заворушень.
У 2011 році Дільмухаметов був засуджений за звинуваченням у розпалюванні національної ненависті, закликах до екстремізму та публічного виправдання тероризму за публікації в газеті «Майдан». Його засудили до 6 років позбавлення волі у колонії-поселенні. Пізніше Верховний суд Башкортостану пом'якшив вирок до трьох років ув'язнення.
У 2015 році Дільмухаметов був засуджений до трьох років позбавлення волі за статтею про виправдання тероризму за книгу «Ахыр заман» (башк. «Кінець часів»), написану Дільмухаметовим ще до попереднього суду. Цим самим вироком суд заборонив йому займатися журналістикою протягом двох років. Преса та знайомі підсудного на оголошення вироку до зали судових засідань допущені не були. Пристави пояснили заборону на відвідування засідання вказівкою, що надійшла від судді Рози Булатової, яка вела процес. При цьому, за їхніми словами, рішення щодо проведення засідання у закритому режимі офіційно не приймалося. З кабінету судді Дільмухаметова вивели під конвоєм із шести осіб, хоча до цього він перебував під підпискою про невиїзд. Цього разу термін ув'язнення Дільмухаметов відбував у колонії суворого режиму. У 2016 р. правозахисне товариство «Меморіал» визнало Дільмухаметова та блогера Роберта Загреєва, якого звинуватили, що він опублікував статтю Дільмухаметова на своїх інтернет-ресурсах, політичними в'язнями, тому що «кримінальне переслідування та позбавлення волі були застосовані виключно у зв'язку з суспільно-політичною діяльністю», а «кримінальні справи були порушені незважаючи на відсутність складу злочину та за часткової фальсифікації доказів». Загальноросійські та башкирські ЗМІ неодноразово писали про те, що як судовий процес у цій справі, так і ухвалення вироку перебували під повним контролем ФСБ. Дільмухаметов було звільнений у вересні 2017 року. На волі він провів лише півтора роки.
У квітні 2018 року на засіданні дискусійного політичного клубу башкирської громадської організації «Башкорт» Дільмухаметов оголосив про свій намір у вересні 2019 року балотуватися на пост Президента Республіки Башкортостан – нової «Четвертої Башкирської Республіки». На цьому засіданні політик прочитав лекцію про історичний шлях башкирських республік у ХХ столітті та сучасне політичне становище Башкортостану, піддавши різкій критиці політику республіканської влади та стан федеративних відносин у сучасній Росії:
|  | Мною ухвалено рішення про висування на пост президента Республіки Башкортостан, нової “Четвертої Башкирської республіки”. Наразі такого поста в республіці немає. Я боротимуся за те, щоб він був. Зараз, власне, і республіки Башкортостан, фактично, теж немає. Моя політична боротьба полягає в тому, щоб Башкирська республіка стала повноцінною республікою, демократичною, вільною, справедливою. Республікою, у якій панує демократія і право. І щоб ця республіка була засновником нової демократичної федерації вільних народів. Своє завдання бачу в тому, щоб створити таку республіку, де роль башкирської нації буде закріплена на законодавчому рівні і де буде свобода, справедливість та процвітання для всіх громадян, які тут проживають. |

Оголосивши про плани висуватися на посаду очільника Башкортостану, він почав активно виступати в пресі та публікувати відео на своєму ютуб-каналі – за рік він випустив більше сотні роликів, деякі з них змогли набрати десятки тисяч переглядів. Ключовою тезою всіх виступів політика стала необхідність перегляду федеративних відносин — він говорив, що регіонам потрібно більше самостійності, а Російську Федерацію слід «перезаснувати знизу», уклавши новий федеративний договір.
Дільмухаметов запропонував формувати нову федерацію з відповідного договору між Башкортостаном і Татарстаном:
|  | Нову федерацію ми засновуватимемо знизу. Ми звернемося до всіх суб'єктів, республік, насамперед, до Татарстану, і поставимо на обговорення питання: чи потрібна нам федерація, на яких принципах ми її засновуватимемо і які повноваження ми делегуватимемо. І якщо ми вирішимо, що ми створюємо новий федеральний уряд, то потім вже ось із таким федеральним урядом ми підписуватимемо двосторонню угоду. Якщо у майбутньому федеральний уряд порушуватиме взяті він зобов'язання, ми повинні мати право на вихід з такої федерації, яка перестала бути федерацією. |

У березні 2019 року, за шість місяців до намічених на 8 вересня виборів глави Башкортостану, слідчий відділ республіканського УФСБ порушив стосовно Дільмухаметова кримінальну справу про заклики до сепаратизму (частина 2 статті 280.1 КК) — в основу справи слідством було покладено відео «Звернення кандидата на посаду глави Башкортостан Айрата Дільмухаметов до V Форуму Вільної Росії».
У цьому відео, зверненому до учасників «Форуму вільної Росії», Дільмухаметов міркував про те, що в березні 1919 року уряд Першої башкирської республіки «уклав абсолютно рівноправний договір з урядом , з радянською владою», який насправді «заснував майбутню РРФСР, оскільки потім РРФСР приростала іншими республіками».
14 березня 2019 року у будинку політика пройшов обшук, після якого суд відправив Дільмухаметова до СІЗО. Наприкінці квітня ФСБ висунула йому ще два звинувачення: у публічних закликах до здійснення екстремістської діяльності (частина 1 статті 280 КК) та у публічному виправданні тероризму (частина 2 статті 205.2 КК). Приводом для звинувачення у публічних закликах до здійснення екстремістської діяльності став емоційний виступ Дільмухаметова після конфлікту мешканців Баймацького району Башкортостану з робітниками із Чечні. Виправданням же тероризму слідство порахувало відео, в якому Дільмухаметов розмірковує про невиправдану суворість вироку башкирським мусульманам, яких звинувачували в причетності до партії «Хізб ут-тахрір» та які отримали реальні судимості терміном до 24 років позбавлення волі.

## Реакція на переслідування
- У квітні 2019 року російське правозахисне товариство "Меморіал" заявило про те, що вважає Айрата Дільмухаметова політв'язнем.
- У квітні 2019 року башкирське відділення партії "Яблуко" поширило заяву, в якій виступило на захист політика. У заяві, в якій політик охарактеризований як "яскравий борець за демократію, чесні вибори, за права громадян, постійно заряджений на ідеях досягнення щастя і свобод башкир", "Яблуко" зазначає, що хоча погляди партії та Дільмухаметова "з деяких питань громадянського суспільства і політичних дій відрізняються, іноді відрізняються і не збігаються", партія, проте, виступає проти переслідування його за погляди та переконання[7].
- У квітні 2019 року біля російських дипломатичних представництв у Нью-Йорку та Києві активісти громадського руху "Вільний Ідель-Урал" провели пікети з вимогою звільнити Айрата Дільмухаметова.